# Höven (Rosendahl)
Höven ist eine Bauerschaft im Ortsteil Osterwick der Gemeinde Rosendahl. Diese liegt im Kreis Coesfeld im westlichen Münsterland. Die Bauerschaft Höven ist vorwiegend landwirtschaftlich genutztes Gebiet mit einer Wohnsiedlung. In diesem Wohngebiet befindet sich die kleine katholische Kirche St. Marien der Gemeinde Ss. Fabian und Sebastian Osterwick. Im Gemeindehaus ist eine kleine Bücherei vorhanden und bei Wahlen dient es als Wahllokal.
In Höven entspringt die Dinkel, ein Fluss, der in die Vechte mündet.

## Tourismus
Die flache Landschaft lädt zu Wanderungen und Radtouren ein.

## Verkehrsanbindung
Die Wohnsiedlung Höven lässt sich über die B 474 erreichen. 
Die Bahnstrecke von Coesfeld über Ahaus nach Gronau und Enschede führt durch die Bauerschaft, einen eigenen Haltepunkt in Höven gibt es jedoch nicht. Bekannt ist diese Bahnstrecke durch die Castortransporte ins Zwischenlager Ahaus geworden.